# Tony Bennett
Tony Bennett, nome artístico de Anthony Dominick Benedetto (Nova Iorque, 3 de agosto de 1926 — Nova Iorque, 21 de julho de 2023), foi um cantor norte-americano de traditional pop standards, show tunes, e jazz, com mais de 70 anos de carreira. Bennett também foi um talentoso pintor, tendo criado obras - sob o nome de Anthony Benedetto - que estão em exposição pública permanente em diversas instituições. Ele é o fundador da Frank Sinatra School of the Arts em Nova Iorque. Até 2009, já tinha atingido a marca de 50 milhões de discos vendidos, em todo o mundo.
Criado em Nova Iorque, Bennett começou a cantar em tenra idade. Ele lutou na fase final da Segunda Guerra Mundial como atirador de infantaria do Exército dos Estados Unidos. Mais tarde, ele desenvolveu sua técnica de canto, assinando com a Columbia Records, e teve sua primeira canção número um com “Because of You” em 1951. Seguiram-se então vários top hits como “Rags to Riches”, no início dos anos 1950. Bennett, em seguida, refinou ainda mais a sua técnica vocal para abranger jazz singing. Ele chegou a um apogeu artístico no final dos anos 1950 com álbuns como “The Beat of My Heart“ e “Basie Swings, Bennett Sings". Em 1962, Bennett gravou sua canção assinatura, “I Left My Heart in San Francisco”. Sua carreira e sua vida pessoal sofreram, em seguida, uma desaceleração prolongada, durante o auge da era do rock.
Bennett encenou um retorno no final dos anos 1980 e 1990, voltando a conseguir certificações de disco de ouro no mundo e ampliando seu público para a geração MTV, mantendo seu estilo musical intacto. Ele continua a ser um artista de gravação e concertista popular e elogiado pela crítica na década de 2010. Bennett ganhou 18 Grammy Awards (incluindo um Lifetime Achievement Award, em 2001) e dois Emmy Awards, e foi nomeado um NEA Jazz Master e um Kennedy Center Honoree. Ele já vendeu mais de 50 milhões de discos em todo o mundo.
Em 2009, Bennett realizou uma turnê pelo Brasil, apresentando-se nas cidades de Porto Alegre, Belo Horizonte, São Paulo, Rio de Janeiro, Recife e Brasília. Até então, sua única visita profissional ao Brasil foi no início dos anos 90, quando fez um show em uma casa do bairro da Mooca em São Paulo (Bennett esteve se apresentado em Curitiba e São Paulo em junho de 1986). Em 2010 fez parte do grupo que regravou a música We are the World, sucesso de Michael Jackson criado em 1986 para acabar com a fome na África, mas desta vez, em apoio às vítimas do Sismo do Haiti.

## Vida e carreira

### 1951–1959: Primeiros êxitos
Avisado por Mitch Miller para não imitar Frank Sinatra como de costume, Bennett começou a sua carreira como um crooner de música pop tradicional. O seu primeiro grande sucesso foi “Because of You“, uma balada produzida por Miller com um arranjo orquestral luxuriante de Percy Faith. Ele começou a ganhar popularidade nos jukeboxes, em seguida, alcançou o número um nas paradas pop em 1951 e permaneceu lá por 10 semanas, vendendo mais de um milhão de cópias.  No final daquele ano ele alcançou o topo das paradas por uma versão semelhante ao estilo de Hank Williams de “Cold, Cold Heart” o que ajudou a introduzir Williams e a música country, em geral, a um público mais amplo, a ter maior nacional. Miller e o grupo Faith continuaram a trabalhar em todos os primeiros sucessos de Bennett. Gravação de Bennett “ Blue Velvet” também foi muito popular e atraiu fãs adolescentes escandalosas em shows no famoso ‘’Paramount Theater’’, em Nova York (Bennett fez sete shows por dia, a partir das 10h30) e em outros lugares.
Em 12 de fevereiro de 1952, Bennett casou com a estudante de arte e fã de jazz de Ohio Patricia Beech, que conhecera no ano anterior após uma apresentação numa discoteca em Cleveland. Duas mil fãs vestidas de preto se reuniram em frente a cerimônia na Catedral St. Partick em Nova York simulando estarem de luto. O casal teve dois filhos, D'Andrea (Danny, nascido 1954) e Daegal (Dae, nascido 1955).

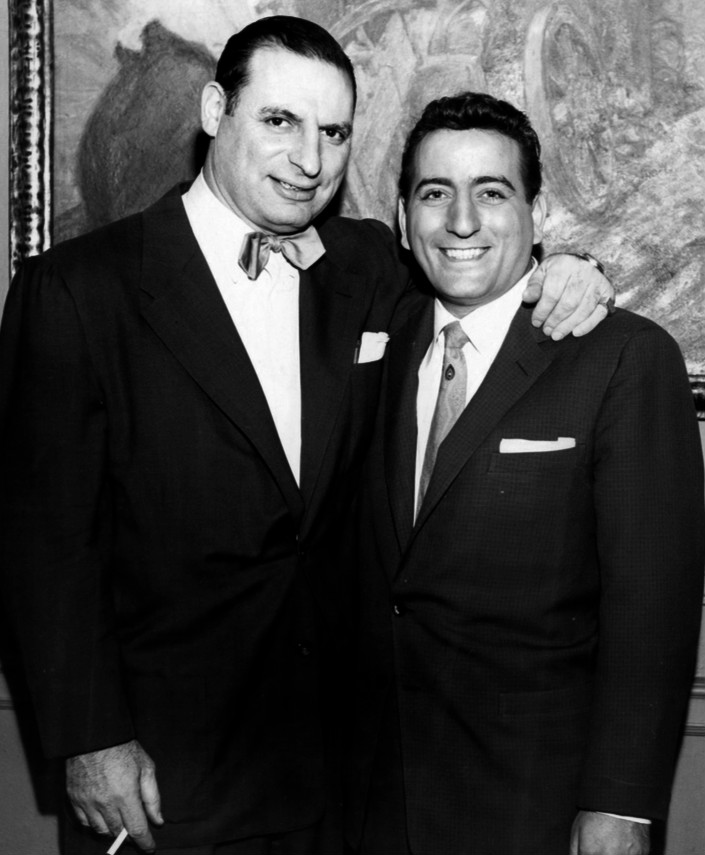
Bennett (direita) com Chicago, colunista e apresentador de talk show Irv Kupcinet, durante os anos 1950

Um terceiro número um veio em 1953 com “Rags to Riches” que liderou as paradas durante oito semanas. Mais tarde nesse ano, a canção de Bennett “Stranger in Paradise “ foi incluída no musical da Broadway  Kismet como forma de promover o show durante uma greve jornal de Nova York. a canção alcançou o topo, o show foi um sucesso, e Bennett começou uma longa prática de gravação show tunes. “Stranger in Paradise” também foi um hit número um no Reino Unido um ano e meio e iniciou a carreira de Bennett como um artista internacional.
Uma vez que a era do rock and roll começou em 1955, a dinâmica da indústria da música mudou e tornou-se cada vez mais difícil para os cantores pop existentes se saírem bem comercialmente. No entanto, Bennett continuou a fazer sucesso, colocando oito músicas na Billboard Top 40 durante o final da década de 1950, com “In the Middle of an Island” atingindo a nova colocação, em 1957.
Durante um mês, entre agosto e setembro de 1956, Bennett apresentou um programa de variedades no sábado à noite no canal NBC, The Tony Bennett Show, como um substituto para The Perry Como Show. Patti Page e Julius La Rosa tinha por sua vez apresentado os dois meses anteriores, e todos eles compartilhavam o mesmo cantores, bailarinos e orquestra. Em 1959, Bennett voltaria a ocupar o lugar de The Perry Como Show, desta vez ao lado de Teresa Brewer e Jaye P. Morgan como co-anfitriões do Perry Presents.

### 1954–1965: Crescimento artístico
Em 1954, o guitarrista Chuck Wayne se tornou diretor musical de Bennett Bennett lançou seu primeiro álbum de ‘’long-playing’’, em 1955, “Cloud 7”. O álbum foi classificado como parceria com Wayne e mostrou as tendências de Bennett para jazz. Em 1957, Ralph Sharon tornou-se pianista de Bennett e diretor musical, substituindo Wayne. Sharon disse a Bennett que uma carreira cantando canções doces açucaradas como "Blue Velvet" não duraria muito, e incentivou Bennett a se concentrar ainda mais em suas inclinações de jazz.
O resultado foi o álbum de 1957 “The Beat of My Heart”. Ele trabalhou com músicos de jazz de renome, tais como Herbie Mann e Nat Adderley, com uma forte ênfase na percussão de nomes como Art Blakey, Jo Jones, a estrela Latina Candido Camero e Chico Hamilton. O álbum foi popular e elogiado pela crítica Bennett seguiu esta trabalhando com a Orquestra Count Basie, tornando-se o primeiro vocalista pop masculino para cantar com a banda de Basie. Os albums “Basie Swings, Bennett Sings” (1958) e “In Person!” (1959) foram os frutos bem conceituados desta colaboração, com “Chicago (That Toddlin' Town)“ sendo uma das canções de destaque.

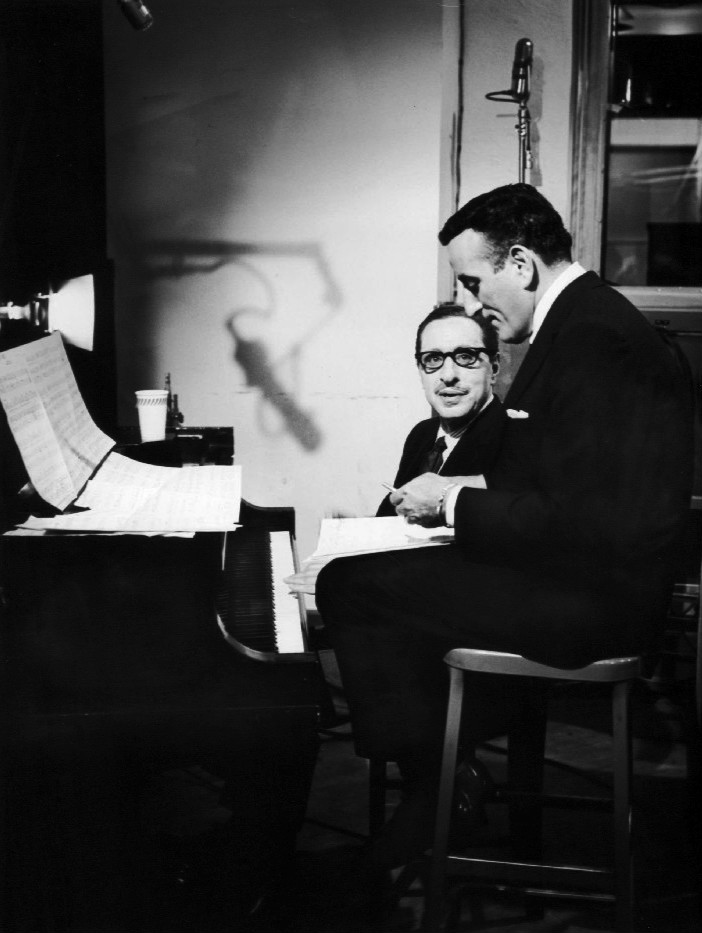
Bennett (direita) com o compositor Harold Arlen, ensaiando para o programa de televisão "The Twentieth Century" em 1964

Bennett também aumentou a qualidade e, portanto, a sua reputação; nisso ele estava seguindo o caminho de Sinatra e outros top de jazz e cantores ’’standards’’ da época. Em junho de 1962, Bennett fez um concerto no Carnegie altamente bem-conceituado, usando um ‘’line-up‘’ estelar de músicos, incluindo Al Cohn, Kenny Burrell e Candido, bem como o Trio Ralph Sharon. O show contou com 44 músicas, incluindo favoritos como “I've Got the World on a String” e “The Best Is Yet To Come”. Foi um grande sucesso, consolidando ainda mais a reputação de Bennett como uma estrela, tanto em casa e no exterior. Bennett também apareceu na televisão, e em outubro 1962, ele cantou na transmissão inicial de “The Tonight Show Starring Johnny Carson”.
Também em 1962, Bennett lançou a música “I Left My Heart in San Francisco”. Embora esta canção tenha atingido apenas o número 19 na  Billboard Hot 100, ela passou quase um ano em vários outros ‘’charts’’ e isto aumentou a exposição de Bennett. O álbum “I Left My Heart in San Francisco” foi um  top 5 sucesso e tanto o single quanto o álbum alcançaram disco de ouro. A canção ganhou Grammy s de Álbum do Ano e Melhor Performance Vocal Solo Masculino. Ao longo dos anos, esta se tornaria conhecida como a canção assinatura de Bennett. Em 2001, foi classificado no vigésimo terceiro lugar em pela RIAA / NEA lista das mais historicamente significativas canções do século XX.

### 2013 - 2021: Parceria com Lady Gaga

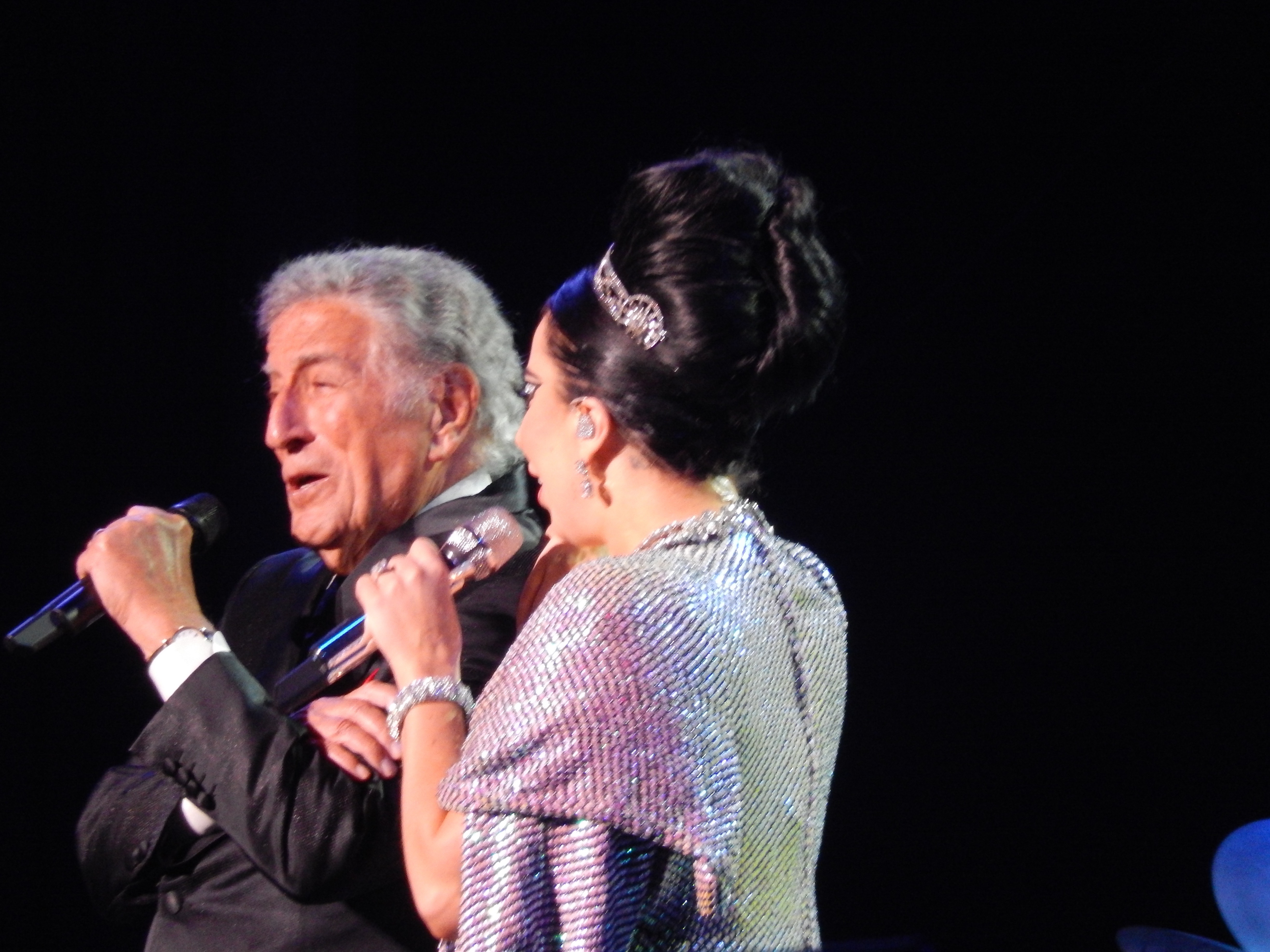
Concerto "Cheek to Cheek". The Axis, Planet Hollywood, Las Vegas. Abril de 2015

De acordo com o jornal "Boston Herald" Tony ficou encantado em gravar The Lady is A Tramp com Lady Gaga e decidiram, juntos, lançar um CD regravando músicas de Jazz clássicas. O lançamento aconteceu em setembro de 2014 com cinco versões do CD. Tony Bennett anunciou originalmente o álbum em uma entrevista para a Rolling Stone, em setembro de 2012. Bennett disse que o pai de Gaga, em nome da cantora, ligou para ele enquanto ela estava em tour na Nova Zelândia convidando o cantor para um álbum colaborativo de jazz, o qual Bennett alegremente aceitou em virtude do trabalho anterior dos dois, The Lady Is A Tramp, em 2011.
Anteriormente, os cantores haviam gravado um cover de The Lady Is A Tramp para o álbum Duets II, de Bennett. A música foi extraordinariamente bem recebida pela crítica. Sobre a faixa, o editor cultural do jornal Los Angeles Times escreveu “Muitas músicas de Duets II soam ótimas, mas particularmente destaca-se a colaboração com Lady Gaga em “The Lady Is A Tramp”, canção na qual ele não consegue esconder seu próprio entusiasmo com a performance brilhante e cativante dela“. O site “All Music” também elogiou a performance de Gaga no jazz: “ela deixa ele [Tony Bennett] tão confortável, que seria muito fácil acreditar que os vocais de Gaga são originários do jazz“.
Lady Gaga e Tony Bennett se reuniram publicamente, algumas vezes, para falar sobre Cheek to Cheek. Em algumas dessas reuniões eles cantaram algumas possíveis canções que estarão no álbum. A mais notável performance ocorreu no festival internacional de Jazz, no Canadá. Lady Gaga e Tony Bennett foram ovacionados de pé pela plateia várias vezes durante a apresentação e receberam inúmeras notas de congratulações pela mídia internacional.
Um especial, denominado “Tony Bennett & Lady Gaga: Cheek to Cheek Live”, foi gravado pelos dois dia 28 de julho em NY e será exibido na semana de lançamento do álbum.
Tony, em entrevista à Billboard afirmou que estava trabalhando com Lady Gaga em um novo álbum de duetos. O novo álbum deve incluir regravações de músicas escritas por Cole Porter para o musical "Red, Hot & Blue" de 1936, seguindo um estilo um pouco diferente do "Cheek To Cheek". Revelou ainda na entrevista que planeava fazer com Gaga um tour mundial com pequenas residências com duração de até um mês.

“A meu ver, Tony Bennett é o melhor cantor do indústria. Ele me emociona quando o vejo. Ele me comove. Ele é o cantor que consegue transmitir o que o compositor tinha em mente, e provavelmente um pouco mais”

—Frank Sinatra, in a 1965 Life magazine interview

### Doença e Morte
Em 2021, foi anunciado que Bennett havia sido diagnosticado com Alzheimer em 2016, embora tenha continuado a se apresentar e gravar até a pandemia de COVID-19. Em agosto de 2021 anunciou aposentadoria e fez algumas apresentações de despedida. 
Bennett começou a apresentar sintomas de declínio mental nos últimos dois anos, sua última apresentação foi com Lady Gaga no Radio City Music Hall em agosto de 2021 em Nova York, no show "One Last Time".
O cantor morreu em casa na cidade de Nova York em 21 de julho de 2023 aos 96 anos. A causa da morte não foi revelada oficialmente..

## Prêmios e reconhecimentos
Grammy Awards
- 1963 - Best Pop Solo Performance;
- 1963 - Record of the Year;
- 1993 - Best Traditional Pop Vocal Album;
- 1994 - Best Traditional Pop Vocal Album;
- 1995 - Best Traditional Pop Vocal Album;
- 1995 - Album of the Year, por "MTV Unplugged";
- 1997 - Best Traditional Pop Vocal Performance;
- 1998 - Best Traditional Pop Vocal Performance;
- 2000 - Best Traditional Pop Vocal Performance;
- 2001 - Grammy Lifetime Achievement Award, pelo conjunto da obra;
- 2004 - Best Traditional Pop Vocal Performance;
- 2006 - Best Traditional Pop Vocal Performance;
- 2007 - Best Traditional Pop Vocal Performance;
- 2007 - Best Pop Collaboration with Vocals (com Stevie Wonder);
- 2012 - Best Pop Duo/Group Performance (com Amy Winehouse);
- 2012 - Best Traditional Pop Vocal Performance;
- 2015 - Best Traditional Pop Vocal Album (com Lady Gaga);
- 2016 - Best Traditional Pop Vocal Album: Tony Bennett & Bill Charlap, "The Silver Lining: The Songs of Jerome Kern".

Emmy Awards
- Primetime Emmy Award for Individual Performance in a Variety or Music Program, 1996, Live by Request;
- Primetime Emmy Award for Individual Performance in a Variety or Music Program, 2007, Tony Bennett: An American Classic.

Bennett obteve outros reconhecimentos notáveis:
- Medalha de Bronze da cidade de Nova Iorque, 1969;
- Estrela na Calçada da Fama;
- Inserido no Big Band and Jazz Hall of Fame, 1997;
- Prêmio pelo conjunto de sua obra da American Society of Composers, Authors and Publishers, 2002;
- Kennedy Center Honoree, 2005;
- Inserido no Long Island Music Hall of Fame, 2005;
- Prêmio humanitário do Alto Comissariado das Nações Unidas para os Refugiados, 2006.

## Trabalhos

### Álbuns de estúdio
| Título                                                         | Detalhes do álbum                                                                                    |  |  |
| -------------------------------------------------------------- | --- |  |  |
| Título                                                         | Detalhes do álbum                                                                                    |  |  |
| Because of You                                                 | - Lançado: 1952 - Selo: Columbia - Formatos: LP                                                      |  |  |
| Cloud 7                                                        | - Lançado: 1955 - Selo: Columbia - Formatos: LP                                                      |  |  |
| Alone at Last with Tony Bennett                                | - Lançado: 1955 - Selo: Columbia - Formatos: LP                                                      |  |  |
| Tony                                                           | - Lançado: Jan. 14, 1957 - Selo: Columbia - Formatos: LP                                             |  |  |
| The Beat of My Heart                                           | - Lançado: 1957 - Selo: Columbia - Formatos: LP                                                      |  |  |
| Long Ago and Far Away                                          | - Lançado: 1958 - Selo: Columbia - Formatos: LP                                                      |  |  |
| In Person! (com Count Basie and his orchestra)                 | - Lançado: 1959 - Selo: Columbia - Formatos: LP                                                      |  |  |
| Strike Up the Band (com Count Basie and his orchestra)         | - Lançado: 1959 - Selo: Roulette - Formatos: LP                                                      |  |  |
| Hometown, My Town                                              | - Lançado: 1959 - Selo: Columbia - Formatos: LP                                                      |  |  |
| To My Wonderful One                                            | - Lançado: 1960 - Selo: Columbia - Formatos: LP                                                      |  |  |
| Tony Sings for Two                                             | - Lançado: Fev. 6, 1961 - Selo: Columbia - Formatos: LP                                              |  |  |
| Alone Together                                                 | - Lançado: Jul. 11, 1961 - Selo: Columbia - Formatos: LP                                             |  |  |
| Sings a String of Harold Arlen                                 | - Lançado: 1961 - Selo: Columbia - Formatos: LP                                                      |  |  |
| My Heart Sings                                                 | - Lançado: 1961 - Selo: Columbia - Formatos: LP                                                      |  |  |
| I Left My Heart in San Francisco                               | - Lançado: Jun. 18, 1962 - Selo: Columbia - Formatos: LP                                             |  |  |
| I Wanna Be Around...                                           | - Lançado: Fev. 18, 1963 - Selo: Columbia - Formatos: LP                                             |  |  |
| This Is All I Ask                                              | - Lançado: 1963 - Selo: Columbia - Formatos: LP                                                      |  |  |
| The Many Moods of Tony                                         | - Lançado: 1964 - Selo: Columbia - Formatos: LP                                                      |  |  |
| When Lights Are Low                                            | - Lançado: Abr. 20, 1964 - Selo: Columbia - Formatos: LP                                             |  |  |
| Who Can I Turn To                                              | - Lançado: Nov. 16, 1964 - Selo: Columbia - Formatos: LP                                             |  |  |
| If I Ruled the World: Songs for the Jet Set                    | - Lançado: Abr. 19, 1965 - Selo: Columbia - Formatos: LP                                             |  |  |
| The Movie Song Album                                           | - Lançado: Jan. 31, 1966 - Selo: Columbia - Formatos: LP                                             |  |  |
| A Time for Love                                                | - Lançado: Ago. 29, 1966 - Selo: Columbia - Formatos: LP                                             |  |  |
| Tony Makes It Happen                                           | - Lançado: 1967 - Selo: Columbia - Formatos: LP                                                      |  |  |
| For Once in My Life                                            | - Lançado: 1967 - Selo: Columbia - Formatos: LP                                                      |  |  |
| Yesterday I Heard the Rain                                     | - Lançado: 1968 - Selo: Columbia - Formatos: LP                                                      |  |  |
| I've Gotta Be Me                                               | - Lançado: 1969 - Selo: Columbia - Formatos: LP                                                      |  |  |
| Tony Sings the Great Hits of Today!                            | - Lançado: Jan. 7, 1970 - Selo: Columbia - Formatos: LP                                              |  |  |
| Tony Bennett's "Something"                                     | - Lançado: Out. 1970 - Selo: Columbia - Formatos: LP                                                 |  |  |
| Love Story                                                     | - Lançado: 1971 - Selo: Columbia - Formatos: LP                                                      |  |  |
| Summer of '42                                                  | - Lançado: 1971 - Selo: Columbia - Formatos: LP                                                      |  |  |
| With Love                                                      | - Lançado: 1972 - Selo: Columbia - Formatos: LP                                                      |  |  |
| The Good Things in Life                                        | - Lançado: 1972 - Selo: MGM, Verve - Formatos: LP                                                    |  |  |
| Listen Easy                                                    | - Lançado: 1973 - Selo: MGM, Verve - Formatos: LP                                                    |  |  |
| Life Is Beautiful                                              | - Lançado: 1975 - Selo: Improv - Formatos: LP                                                        |  |  |
| The Tony Bennett/Bill Evans Album (com Bill Evans)             | - Lançado: 1975 - Selo: Fantasy - Formatos: LP                                                       |  |  |
| Tony Bennett Sings 10 Rodgers and Hart Songs                   | - Lançado: 1976 - Selo: Improv - Formatos: LP                                                        |  |  |
| Tony Bennett Sings More Great Rodgers and Hart                 | - Lançado: 1977 - Selo: Improv - Formatos: LP                                                        |  |  |
| Together Again (com Bill Evans)                                | - Lançado: 1977 - Selo: Improv - Formatos: LP                                                        |  |  |
| The Art of Excellence                                          | - Lançado: 1986 - Selo: Columbia - Formatos: CD, CS, LP                                              |  |  |
| Bennett/Berlin                                                 | - Lançado: Nov. 10, 1987 - Selo: Columbia - Formatos: CD, CS, LP                                     |  |  |
| Astoria: Portrait of the Artist                                | - Lançado: Fev. 27, 1990 - Selo: Columbia - Formatos: CD, CS, LP                                     |  |  |
| Perfectly Frank                                                | - Lançado: Set. 15, 1992 - Selo: Columbia - Formatos: CD, CS, LP                                     |  |  |
| Steppin' Out                                                   | - Lançado: Out. 5, 1993 - Selo: Columbia - Formatos: CD, CS, LP                                      |  |  |
| Here's to the Ladies                                           | - Lançado: Out. 24, 1995 - Selo: Columbia - Formatos: CD, CS, LP                                     |  |  |
| Tony Bennett on Holiday                                        | - Lançado: Fev. 4, 1997 - Selo: Columbia - Formatos: CD, CS, LP                                      |  |  |
| Tony Bennett: The Playground                                   | - Lançado: Set. 29, 1998 - Selo: Columbia, RPM, Sony - Formatos: CD, CS, LP                          |  |  |
| Bennett Sings Ellington: Hot & Cool                            | - Lançado: Set. 28, 1999 - Selo: Columbia, RPM - Formatos: CD, CS, LP                                |  |  |
| The Art of Romance                                             | - Lançado: Nov. 19, 2004 - Selo: Columbia, RPM - Formatos: CD, digital download                      |  |  |
| The Silver Lining: The Songs of Jerome Kern (com Bill Charlap) | - Lançado: Set. 25, 2015 - Selo: Columbia, Sony Music Entertainment - Formatos: CD, digital download |  |  |

### Álbuns de Natal
| Título                                                                                          | Detalhes do álbum                                                                   |  |  |
| ----------------------------------------------------------------------------------------------- | ----------------------------------------------------------------------------------- |  |  |
| Título                                                                                          | Detalhes do álbum                                                                   |  |  |
| Snowfall: The Tony Bennett Christmas Album                                                      | - Lançado: Nov. 6, 1968 - Selo: Columbia - Formatos: LP                             |  |  |
| Christmas with Tony Bennett and the London Symphony Orchestra (com a London Symphony Orchestra) | - Lançado: 2002 - Selo: Hallmark - Formatos: CD, digital download                   |  |  |
| A Swingin' Christmas (com the Count Basie Big Band)                                             | - Lançado: Out. 14, 2008 - Selo: Columbia, RPM - Formatos: CD, LP, digital download |  |  |

### Álbuns colaborativos
| Título                                           | Detalhes do álbum                                                                                      |  |  |
| ------------------------------------------------ | --- |  |  |
| Título                                           | Detalhes do álbum                                                                                      |  |  |
| Playin' with My Friends: Bennett Sings the Blues | - Lançado: Nov. 6, 2001 - Selo: Columbia, RPM - Formatos: CD, LP, digital download                     |  |  |
| A Wonderful World (com k.d. lang)                | - Lançado: Nov. 5, 2002 - Selo: Columbia, RPM - Formatos: CD, LP, digital download                     |  |  |
| Duets: An American Classic                       | - Lançado: Set. 26, 2006 - Selo: Columbia, RPM - Formatos: CD, LP, digital download                    |  |  |
| Duets II                                         | - Lançado: Set. 20, 2011 - Selo: Columbia, RPM - Formatos: CD, LP, digital download                    |  |  |
| Viva Duets                                       | - Lançado: Out. 23, 2012 - Selo: Columbia, RPM - Formatos: CD, LP, digital download                    |  |  |
| Cheek to Cheek (com Lady Gaga)                   | - Lançado: Set. 23, 2014 - Selo: Streamline, Interscope, Columbia - Formatos: CD, LP, digital download |  |  |
| Love Is Here to Stay (com Diana Krall)           | - Lançado: Set. 14, 2018 - Selo: Verve - Formatos: CD, LP, digital download                            |  |  |
| Love for Sale (com Lady Gaga)                    | - Lançado: Set. 30, 2021 - Selo: Streamline, Interscope, Columbia - Formatos: CD, LP, digital download |  |  |

### Álbuns ao vivo
| Título                                                                                 | Detalhes do álbum                                                      |  |  |
| -------------------------------------------------------------------------------------- | ---------------------------------------------------------------------- |  |  |
| Título                                                                                 | Detalhes do álbum                                                      |  |  |
| Live at the Latin Casino in Philadelphia with Count Basie(com Count Basie)             | - Lançado: 1958 - Selo: Columbia - Formatos: LP                        |  |  |
| Tony Bennett at Carnegie Hall                                                          | - Lançado: 1962 - Selo: Columbia - Formatos: LP                        |  |  |
| Get Happy with the London Philharmonic Orchestra (com a London Philharmonic Orchestra) | - Lançado: 1971 - Selo: Columbia - Formatos: LP                        |  |  |
| Tony Bennett with the McPartlands and Friends Make Magnificent Music                   | - Lançado: 1977 - Selo: Columbia - Formatos: LP                        |  |  |
| MTV Unplugged: Tony Bennett                                                            | - Lançado: Jun. 28, 1994 - Selo: Columbia - Formatos: CD, CS, LP       |  |  |
| Christmas in Vienna VII (com Charlotte Church, Plácido Domingo e Vanessa Williams)     | - Lançado: Out. 16, 2001 - Selo: Sony - Formatos: CD, digital download |  |  |
| That San Francisco Sun                                                                 | - Lançado: March 28, 2006 - Selo: Musicom - Formatos: Digital download |  |  |
| Tony Bennett: Live                                                                     | - Lançado: 2011 - Selo: Columbia - Formatos: CD                        |  |  |
| The White House Sessions - Live 1962 (com Dave Brubeck)                                | - Lançado: 2013 - Selo: Columbia - Formatos: CD                        |  |  |
| Live At The Sahara: Las Vegas, 1964                                                    | - Lançado: 2013 - Selo: Columbia - Formatos: CD                        |  |  |
| Tony Bennett and Lady Gaga: Cheek to Cheek Live! (com Lady Gaga)                       | - Lançado: 2014 - Selo: Columbia - Formatos: DVD                       |  |  |
| Tony Bennett Celebrates 90 (com vários artistas)                                       | - Lançado: 2016 - Selo: Columbia - Formatos: CD                        |  |  |

### Compilações
| Título                                                           | Detalhes do álbum                                                                       |  |  |
| ---------------------------------------------------------------- | --------------------------------------------------------------------------------------- |  |  |
| Título                                                           | Detalhes do álbum                                                                       |  |  |
| Blue Velvet                                                      | - Lançado: 1958 - Selo: Columbia - Formatos: LP                                         |  |  |
| Tony's Greatest Hits                                             | - Lançado: 1958 - Selo: Columbia - Formatos: LP                                         |  |  |
| More Tony's Greatest Hits                                        | - Lançado: 1960 - Selo: Columbia - Formatos: LP                                         |  |  |
| A String of Tony's Hits                                          | - Lançado: 1966 - Selo: Columbia - Formatos: LP                                         |  |  |
| Mr. Broadway: Tony's Greatest Broadway Hits                      | - Lançado: 1962 - Selo: Columbia - Formatos: LP                                         |  |  |
| Tony Bennett's Greatest Hits, Vol. III                           | - Lançado: 1965 - Selo: Columbia - Formatos: LP                                         |  |  |
| Tony Bennett's Greatest Hits, Vol. IV                            | - Lançado: 1969 - Selo: Columbia - Formatos: LP                                         |  |  |
| Love Story: 20 All-Time Great Recordings                         | - Lançado: 1969 - Selo: Columbia - Formatos: LP                                         |  |  |
| Tony Bennett Sings His All-Time Hall of Fame Hits                | - Lançado: 1970 - Selo: Columbia - Formatos: LP                                         |  |  |
| Tony Bennett's All-Time Greatest Hits                            | - Lançado: 1972 - Selo: Columbia - Formatos: LP                                         |  |  |
| Sunrise, Sunset                                                  | - Lançado: 1973 - Selo: Columbia - Formatos: LP                                         |  |  |
| The Very Best of Tony Bennett: 20 Greatest Hits                  | - Lançado: 1977 - Selo: Warwick - Formatos: CD, CS, LP                                  |  |  |
| Vocalists: Singin' Till the Girls Come Home                      | - Lançado: 1983 - Selo: Columbia - Formatos: LP                                         |  |  |
| 16 Most Requested Songs                                          | - Lançado: Jul. 11, 1986 - Selo: Columbia - Formatos: CD                                |  |  |
| Jazz                                                             | - Lançado: 1987 - Selo: Columbia - Formatos: CD, CS, LP                                 |  |  |
| Forty Years: The Artistry of Tony Bennett                        | - Lançado: 1991 - Selo: Columbia - Formatos: CD, CS                                     |  |  |
| My Best to You                                                   | - Lançado: 1995 - Selo: Sony Music Special Products - Formatos: CD                      |  |  |
| The Essential Tony Bennett (A Retrospective)                     | - Lançado: Nov. 30, 1998 - Selo: Columbia - Formatos: CD                                |  |  |
| The Ultimate Tony Bennett                                        | - Lançado: 2000 - Selo: Columbia - Formatos: CD, digital download                       |  |  |
| The Essential Tony Bennett                                       | - Lançado: Jul. 23, 2002 - Selo: RPM, Columbia, Legacy - Formatos: CD, digital download |  |  |
| Fifty Years: The Artistry of Tony Bennett                        | - Lançado: 2004 - Selo: Columbia - Formatos: CD, digital download                       |  |  |
| Tony Bennett: Take My Hand                                       | - Lançado: 2005 - Selo: Living Era - Formatos: CD, digital download                     |  |  |
| Tony Bennett Sings for Lovers                                    | - Lançado: Jan. 10, 2006 - Selo: Concord - Formatos: CD, digital download               |  |  |
| Tony Bennett's Greatest Hits of the '60s                         | - Lançado: August 29, 2006 - Selo: Columbia - Formatos: CD, digital download            |  |  |
| Tony Bennett: Through the Years                                  | - Lançado: 2006 - Selo: Starbucks - Formatos: CD, digital download                      |  |  |
| The Classic Collection                                           | - Lançado: 2007 - Selo: Columbia - Formatos: CD, digital download                       |  |  |
| Tony Bennett Sings the Ultimate American Songbook, Vol. 1        | - Lançado: 2007 - Selo: Columbia - Formatos: CD, digital download                       |  |  |
| Tony Bennett                                                     | - Lançado: Dez. 11, 2007 - Selo: Madacy - Formatos: CD                                  |  |  |
| The Complete Tony Bennett/Bill Evans Recordings (com Bill Evans) | - Lançado: Abr. 14, 2009 - Selo: Fantasy Records - Formatos: CD, digital download       |  |  |
| The Classic Christmas Album                                      | - Lançado: Out. 11, 2011 - Selo: Columbia - Formatos: CD, digital download              |  |  |
| Duets & Duets II                                                 | - Lançado: 2012 - Selo: Columbia - Formatos: CD, digital download                       |  |  |
| Isn't It Romantic?                                               | - Lançado: Fev. 7, 2012 - Selo: Concord - Formatos: CD, digital download                |  |  |
| As Time Goes By: Great American Songbook Classics                | - Lançado: Fev. 5, 2013 - Selo: Concord - Formatos: CD, digital download                |  |  |
| Sixty Years: The Artistry of Tony Bennett                        | - Lançado: Out. 4, 2013 - Selo: Columbia - Formatos: CD, digital download               |  |  |

### Álbuns de vídeo
| Título                            | Detalhes do álbum                                                  |
| --------------------------------- | ------------------------------------------------------------------ |
|                                   |                                                                    |
| MTV Unplugged: Tony Bennett       | - Lançado: Jun. 28, 1994 - Selo: Columbia - Formatos: VHS          |
| Tony Bennett: An American Classic | - Lançado: Nov. 21, 2006 - Selo: Columbia - Formatos: DVD, Blu-ray |
| Duets II - The Great Performances | - Lançado: Mar. 2, 2012 - Selo: Columbia - Formatos: DVD, Blu-ray  |

### Livros
- Bennett, Tony (1996). Tony Bennett: What My Heart Has Seen. [S.l.]: Rizzoli. ISBN 0-8478-1972-8
- Bennett, Tony; Friedwald, Will (1998). The Good Life: The Autobiography Of Tony Bennett. [S.l.]: Pocket Books. ISBN 0-671-02469-8
- Bennett, Tony; Sullivan, Robert (2007). Tony Bennett in the Studio: A Life of Art & Music. [S.l.]: Sterling Publishing. ISBN 978-1-4027-4767-0
- Bennett, Tony (2012). Life is a Gift: The Zen of Bennett. [S.l.]: HarperCollins. ISBN 978-0-06-220706-7
- Bennett, Tony; Simon, Scott (2016). Just Getting Started. [S.l.]: HarperCollins. ISBN 978-0-06-247677-7